# Alexander Karzanov
Alexander Viktorovich Karzanov (em russo:  Александр Викторович Карзанов; 1947) é um matemático russo, conhecido por seu trabalho em otimização combinatória.
Inventou o preflow-push based algorithms para o Problema da vazão máxima, sendo co-inventor do algoritmo de Hopcroft–Karp para a correspondência máxima em grafos bipartidos. É pesquisador chefe do "Computer Science and Control" da Academia de Ciências da Rússia.
Karzanov estudou na Universidade Estatal de Moscou, onde obteve um doutorado em 1971. Com Georgy Adelson-Velsky e Yefim Dinitz é co-autor do livro Потоковые алгоритмы [Flow algorithms] (Moscou: Nauka, 1975).
Foi palestrante convidado do Congresso Internacional de Matemáticos em Quioto (1990).